# Masacrul de la Vukovar

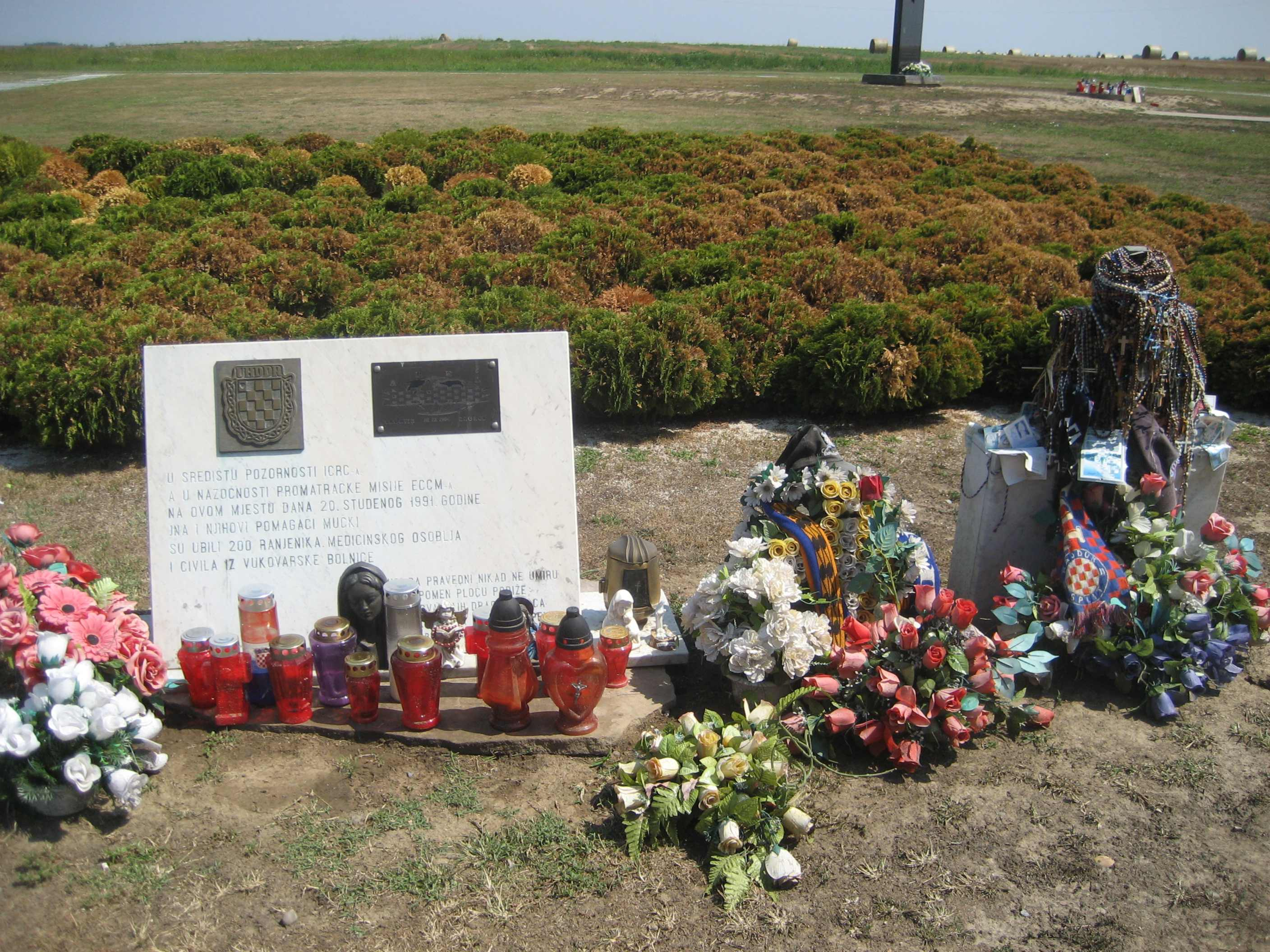
Memorialul Ovčara

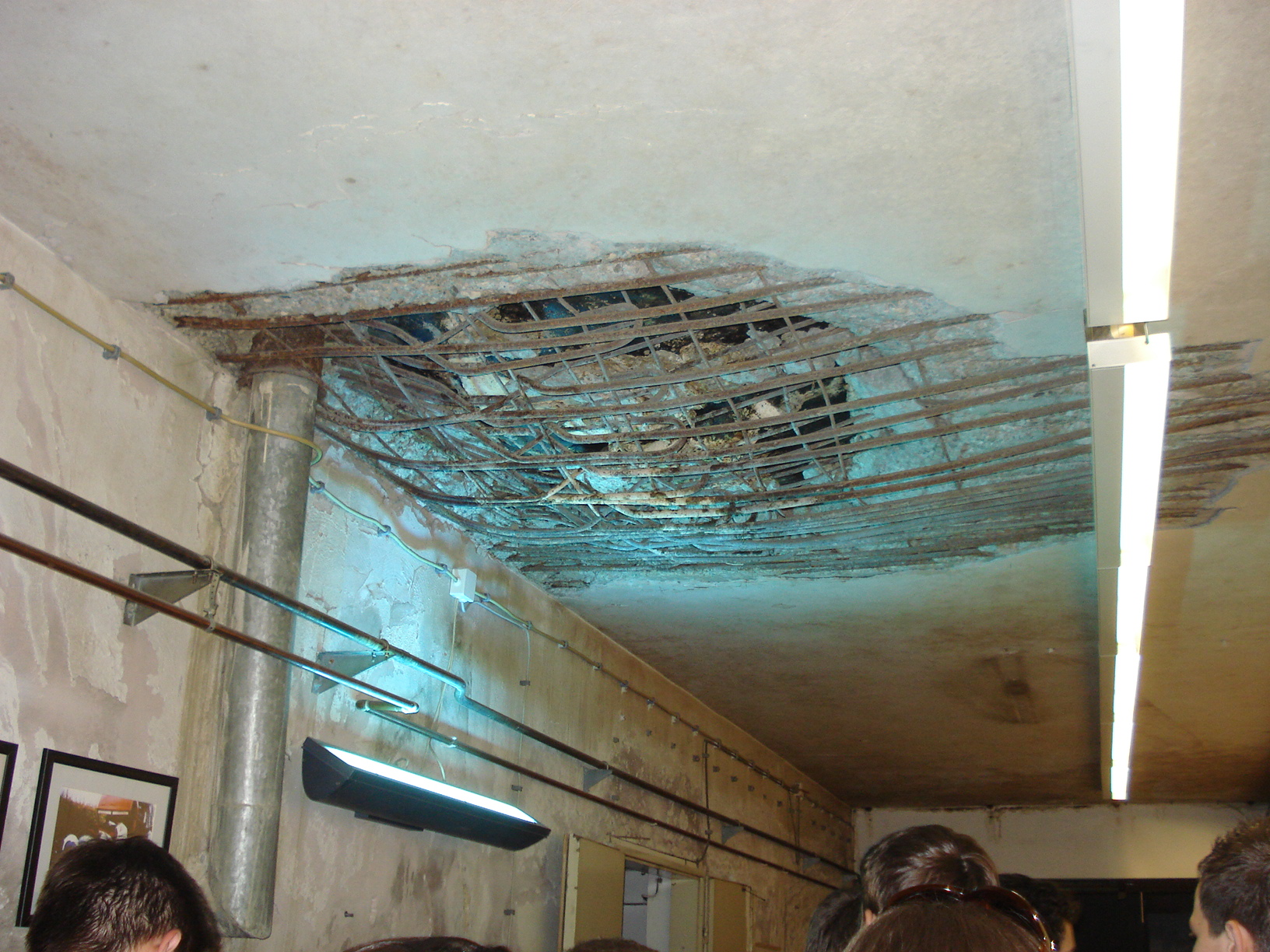
Urmele bombardamentului spitalului din Vukovar

Masacrul de la Vukovar, cunoscut și sub numele de Masacrul de la spitalul din Vukovar sau Masacrul de la Ovčara, a fost uciderea prizonierilor croați de război și civililor croați de către paramilitari sârbi. Aceștia au fost predați paramilitarilor de către Armata Populară Iugoslavă (JNA), la ferma Ovčara, la sud-est de Vukovar la 20 noiembrie 1991, în timpul Războiului de Independență al Croației. Masacrul a avut loc la scurt timp după capturarea Vukovarului de către JNA, Forțele de Apărare a Teritoriului (TO) și paramilitari din Serbia vecină. A fost cel mai mare masacru și cea mai gravă crimă de război din Europa de după cel de-al doilea război mondial până în acel moment.
În ultimele zile ale bătăliei, evacuarea spitalului Vukovar a fost negociată între autoritățile croate, JNA și Misiunea de Monitorizare a Comunității Europene în cooperare cu Comitetul Internațional al Crucii Roșii (ICRC). Ulterior, JNA a refuzat accesul ICRC în spital în ciuda acordului și a eliminat aproximativ 300 de persoane din incinta sa. Grupul, format în mare parte din croați, dar cuprinzând și sârbi, maghiari, musulmani și doi cetățeni străini care au luptat de partea Gărzii Naționale a Croației, a fost inițial transportat la cazarma JNA din Vukovar. Mai mulți deținuți au fost identificați ca personal al spitalului și au fost eliminați din grup pentru a fi returnați în spital, în timp ce ceilalți au fost transportați la ferma Ovčara la sud-est de Vukovar. Odată ajunși la fermă, prizonierii au fost bătuți cu câteva ore înainte ca JNA să-și retragă trupele din zonă, lăsând deținuții în custodia paramilitarilor sârbi din Croația și paramilitarilor sârbi. Prizonierii au fost duși apoi într-un loc pregătit, împușcați în grupuri de zece până la douăzeci și îngropați într-un mormânt comun. Cea mai tânără victimă avea 16 ani, Igor Kačić.
Mormântul în masă a fost descoperit în octombrie 1992 și a fost păzit de Forța de Protecție a Națiunilor Unite care au fost desfășurate în zonă la începutul acestui an, de trupe ruse din cadrul UNPROFOR. În 1996, 200 de seturi de rămășițe au fost exhumate din mormântul comun de către anchetatorii din cadrul Tribunalului Penal Internațional pentru fosta Iugoslavie (TPII) asistați de observatori croați. Croația consideră că alte 61 de persoane au fost îngropate într-un alt mormânt din apropiere, în timp ce procurorii TPII consideră că cifra este de 60. TPII a condamnat doi ofițeri ai JNA în legătură cu acest masacru și a acuzat, de asemenea, și pe fostul președinte sârb Slobodan Milošević pentru o serie de crime de război, inclusiv cele comise la Vukovar. Milošević a murit în închisoare înainte ca procesul său să fie finalizat. Mai mulți foști membri ai unităților paramilitare sârbe croate  și sârbe au fost judecați de sistemul judiciar sârb și condamnați pentru implicarea lor în masacru. În februarie 2015, Curtea Internațională de Justiție a hotărât că asediul, masacrul și atrocitățile simultane comise în altă parte în Croația nu au constituit genocid.
Locul mormântului în masă este marcat de un monument. Clădirea de la ferma din Ovčara în care au fost ținuți prizonierii în captivitate înainte de execuția lor a fost reconstruită ca un centru memorial în 2006. În iulie 2014, centrul a fost vizitat de aproximativ 500.000 de turiști.

### Cărți
- Armatta, Judith (2010). Twilight of Impunity: The War Crimes Trial of Slobodan Milosevic. Durham, North Carolina: Duke University Press. ISBN 978-0-8223-4746-0.
- Bideleux, Robert; Jeffries, Ian (2007). The Balkans: A Post-Communist History. London, England: Routledge. ISBN 9781134583287.
- Cassese, Antonio, ed. (2009). The Oxford Companion to International Criminal Justice. Oxford, England: Oxford University Press. ISBN 9780191553448.
- Cencich, John R. (2013). The Devil's Garden: A War Crimes Investigator's Story. Lincoln, Nebraska: Potomac Books. ISBN 9781612341729.
- Central Intelligence Agency, Office of Russian and European Analysis (2002). Balkan Battlegrounds: A Military History of the Yugoslav Conflict, 1990–1995. Washington, D.C.: Central Intelligence Agency. OCLC 50396958.
- Clark, Janine Natalya (2014). International Trials and Reconciliation: Assessing the Impact of the International Criminal Tribunal for the Former Yugoslavia. London, England: Routledge. ISBN 9781317974758.
- Eastern Europe and the Commonwealth of Independent States. London, England: Routledge. 1999. ISBN 978-1-85743-058-5.
- Gow, James (2003). The Serbian Project and Its Adversaries: A Strategy of War Crimes. London, England: C. Hurst & Co. ISBN 9781850656463.
- Hoare, Marko Attila (2005). „Crime and the Economy in Serbia after Milošević”.  În Ramet, Sabrina P. Serbia Since 1989: Politics and Society under Milošević and After. Seattle, Washington: University of Washington Press. pp. 212–226. ISBN 9780295802077.
- Hoare, Marko Attila (2010). „The War of Yugoslav Succession”.  În Ramet, Sabrina P. Central and Southeast European Politics Since 1989. Cambridge, England: Cambridge University Press. pp. 111–136. ISBN 978-1-139-48750-4.
- Horton, Richard C. (2003). Second Opinion: Doctors, Diseases and Decisions in Modern Medicine. London: Granta Books. ISBN 978-1-86207-587-0.
- Kurspahić, Kemal (2003). Prime Time Crime: Balkan Media in War and Peace. Washington, D.C.: US Institute of Peace Press. ISBN 978-1-929223-39-8.
- Ramet, Sabrina P. (2006). The Three Yugoslavias: State-Building And Legitimation, 1918–2006. Bloomington, Indiana: Indiana University Press. ISBN 978-0-253-34656-8.
- Ramet, Sabrina P.; Matić, Davorka (2007). Democratic Transition in Croatia: Value Transformation, Education & Media. College Station, Texas: Texas A&M University Press. ISBN 978-1-58544-587-5.
- Stover, Eric; Peress, Gilles (1998). The Graves: Srebrenica and Vukovar. Zurich, Switzerland: Scalo. ISBN 9783931141769.
- Stover, Eric; Weinstein, Harvey M (2004). My Neighbor, My Enemy: Justice and Community in the Aftermath of Mass Atrocity. Cambridge, England: Cambridge University Press. ISBN 978-0-521-54264-7.
- Stover, Eric (2011). The Witnesses: War Crimes and the Promise of Justice in The Hague. Philadelphia, Pennsylvania: University of Pennsylvania Press. ISBN 9780812203783.
- Trbovich, Ana S. (2008). A Legal Geography of Yugoslavia's Disintegration. Oxford, England: Oxford University Press. ISBN 9780195333435.
- Woodward, Susan L. (1995). Balkan Tragedy: Chaos and Dissolution after the Cold War. Washington, D.C.: Brookings Institution Press. ISBN 9780815722953.

### Articole din ziare
- Bell, Martin (22 august 2011). Return to Vukovar. BBC Radio 4. http://www.bbc.co.uk/programmes/b013f0xr.
- Bijelić, N. (27 septembrie 2004). „Štuka se hvalio da je streljao” [Štuka Boasted about Shootings]. Večernje novosti (în Serbian). Belgrade, Serbia.
- Biluš, Marina (19 iunie 2007). „Slavomir Drinković – kipar patriot na čelu stoljetne akademije” [Slavomir Drinković – Patriot Sculptor Heads Century-old Academy]. Nacional (în Croatian). Zagreb, Croatia.
- „Bio je književnik i novinar, a postao je simbol Vukovara” [He was a Writer and a Journalist, and Became a Symbol of Vukovar] (în Croatian). Zagreb, Croatia: Nova TV (Croatia). HINA. 4 noiembrie 2014.
- Blair, David (3 februarie 2015). „International Court of Justice clears Croatia and Serbia of genocide”. The Daily Telegraph. London, England.
- „Bodies Link Officers To Croat Executions”. The New York Times. New York City. 24 octombrie 1996.
- Borovac, Marina (18 noiembrie 2014). „Dvaput smo bili na identifikaciji žrtava Ovčare, ali..” [We Went to Ovčara Victims' Identification Twice, but...]. Večernji list (în Croatian). Zagreb, Croatia.
- Bradarić, Branimir (20 noiembrie 2010). „Susretom "Grad - to ste vi" zaključen Dan sjećanja” [Meeting "City - It Is You" Concludes the Day of Remembrance]. Večernji list (în Croatian). Zagreb, Croatia.
- Bradarić, Branimir (18 noiembrie 2012). „Otkriven spomenik za legendu obrane i najmlađu žrtvu Ovčare” [Monument to a Defence Legend and the Youngest Victim of Ovčara Unveiled]. Večernji list (în Croatian). Zagreb, Croatia.
- Bradarić, Branimir (18 octombrie 2014). „Pješački most u Vukovaru ponio ime po francuskom dragovoljcu Jean-Michelu Nicolieru” [Pedestrian Bridge in Vukovar Named After French Volunteer Jean-Michel Nicolier]. Večernji list (în Croatian). Zagreb, Croatia.
- Bradarić, Branimir (31 octombrie 2014). „Matić s učenicima u Vukovaru: Istina o ratu je jedna jedina” [Matić With Pupils in Vukovar: There is a Single Truth about the War]. Večernji list (în Croatian). Zagreb, Croatia.
- Butigan, Sanja (23 noiembrie 2006). „Spomen-dom Ovčara: Svi imaju isti datum smrti” [Ovčara Memorial Centre: Everyone's Date of Death is the Same]. Jutarnji list (în Croatian). Zagreb, Croatia. Arhivat din original la 2 aprilie 2015. Accesat în 31 martie 2019.
- Butigan, Sanja (18 noiembrie 2014). „Vukovar je zaslužio mir i dostojanstvo - jedinstvena je poruka sudionika Dana sjećanja” [Vukovar Deserves Peace and Dignity - Single Message of those Attending the Remembrance Day]. Glas Slavonije (în Croatian). Zagreb, Croatia.
- Chenu, Georges-Marie (18 noiembrie 1995). „18 novembre 1991, la chute de Vukovar” [18 November 1991, Fall of Vukovar]. Le Monde (în French). Paris, France. (Necesită abonament (help)).
- Derikonjić, Miroslava (14 decembrie 2013). „Ustavni sud ukinuo presudu za Ovčaru” [Constitutional Court Sets Aside Ovčara Judgment]. Politika (în Serbian). Belgrade, Serbia.
- Derikonjić, Miroslava (14 februarie 2015). „Okrivljeni za zločin na "Ovčari" na slobodi posle 12 godina” [Accused for Ovčara Crime Released after 12 Years]. Politika (în Serbian). Belgrade, Serbia.
- Engelberg, Stephen (3 martie 1991). „Belgrade Sends Troops to Croatia Town”. The New York Times. New York City. Arhivat din originalul de la 28 noiembrie 2013. Accesat în 18 ianuarie 2013.
- Flego, Miroslav (7 iulie 2014). „Ovčaru i Memorijalno groblje posjetilo oko pola milijuna turista” [Ovčara and the Memorial Cemetery Visited by about Half a Million Tourists]. Večernji list (în Croatian). Zagreb, Croatia.
- „Mjesta stradanja ratne '91. godine” [Places of Suffering in Wartime Year of 1991]. Glas Slavonije (în Croatian). Osijek, Croatia. 17 noiembrie 2012.
- „Goran Hadzic, Croatian-Serb war crimes defendant, dies at 57”. London, England: BBC News. 12 iulie 2016.
- Harden, Blaine (26 ianuarie 1993). „Serbs Accused of '91 Croatia Massacre; U.S. Doctors Believe 200 Wounded Men Were Taken From Hospital and Shot”. The Washington Post. Washington, D.C. Arhivat din original la 24 septembrie 2015. Accesat în 31 martie 2019 – via Highbeam Research. (Necesită abonament (help)).
- Hudson, Alexandra (25 septembrie 2007). „U.N. Tribunal to Rule in Vukovar Massacre Case”. London, England: Reuters. Arhivat din original la 21 noiembrie 2012. Accesat în 31 martie 2019.
- Ivanković, Davor (18 noiembrie 2010). „Na Ovčari su ubijeni i Srbi, ali i francuski i njemački dobrovoljci” [Serbs were Also Killed at Ovčara, as well as French and German Volunteers]. Večernji list (în Croatian).
- Kovacevic, Tamara (9 martie 2004). „Profile: The 'Vukovar Three'”. London, England: BBC News.
- LeBor, Adam (28 septembrie 2007). „Serb Officer is Jailed over the Massacre of 194 Croats Snatched from Hospital”. The Times. London, England. (Necesită abonament (help)).
- Lisjak, Tatjana (25 noiembrie 2014). „Petar Ćirić osuđen na 15 godina robije za mučenja i ubojstva na Ovčari” [Petar Ćirić Sentenced to 15 Years in Prison for Torture and Murders at Ovčara]. Večernji list (în Croatian). Zagreb, Croatia.
- Little, Alan (13 martie 2004). „Vukovar massacre haunts Serbs: Serbia is still in denial about the crimes that were committed in its name”. London, England: BBC News.
- Little, Alan (23 iunie 2011). „Croatia Vukovar War: Overcoming a Legacy of War”. London, England: BBC News.
- Marjanović, Vedran (19 ianuarie 2014). „Ivan Grujić: Vojska Jugoslavije prebacila je 1995. ostatke nestalih Hrvata u grobnice po Srbiji” [Ivan Grujić: Yugoslav Army Transferred Remains of Missing Croats to Graves in Serbia in 1995]. Slobodna Dalmacija (în Croatian). Split, Croatia.
- „Na Ovčari otkriveno spomen-obilježje žrtvama srpske agresije” [Memorial to Victims of Serb Aggression Unveiled at Ovčara] (în Croatian). Zagreb, Croatia: Croatian Radiotelevision. 30 decembrie 1998.
- „'Na srpskom likvidirati ne znači streljati'” [Liquidate in Serbian Does not Mean to Shoot]. Politika (în Serbian). Belgrade, Serbia. 15 ianuarie 2008.
- Ottaway, David B. (7 ianuarie 1994). „UN Envoy Demands Probe Of Mass Grave in Croatia”. Chicago Sun-Times. Chicago, Illinois. Arhivat din original la 2 aprilie 2015. Accesat în 31 martie 2019 – via Highbeam Research. (Necesită abonament (help)).
- „Osnovna škola u Vukovaru nosi ime Siniše Glavaševića” [Elementary School in Vukovar Named After Siniša Glavašević] (în Croatian). Zagreb, Croatia: Index.hr. 5 noiembrie 2007.
- Partos, Gabriel (13 iunie 2003). „Vukovar Massacre: What Happened”. London, England: BBC News.
- Pavelić, Boris. „Let the Tragedy Speak for Itself”. Belgrade, Serbia: B92.
- Perlez, Jane (5 ianuarie 1996). „In Montenegro, an Indicted Soldier Is Still a Hero”. The New York Times. New York City.
- „Petru Ćiriću 15 godina zatvora za zločin na Ovčari” [Petar Ćirić Receives 15 Years in Prison for the Crime at Ovčara]. Politika (în Serbian). Belgrade, Serbia. Tanjug. 1 iulie 2013.
- Rašović, Renata (3 iunie 2012). „Priča o dragovoljcu u tuđini koji nema grob” [Story of Volunteer in a Foreign Country Who Has no Grave]. Večernji list (în Croatian). Zagreb, Croatia.
- „Roads Sealed as Yugoslav Unrest Mounts”. The New York Times. New York City. Reuters. 19 august 1990. ISSN 0362-4331.
- „Serb leader Tadic apologises for 1991 Vukovar massacre”. London, England: BBC News. 4 noiembrie 2010.
- „Serbia radical Vojislav Seselj acquitted of Balkan war crimes”. London, England: BBC News. 31 martie 2016.
- Sudetic, Chuck (2 aprilie 1991). „Rebel Serbs Complicate Rift on Yugoslav Unity”. The New York Times. New York City. Arhivat din originalul de la 28 noiembrie 2013. Accesat în 18 ianuarie 2013.
- Tagirov, Tatjana (8 iulie 2004). „'Oni ne bi ni mrava zgazili'” [They Wouldn't Hurt an Ant]. Vreme (în Serbian) (705). Belgrade, Serbia.
- „UN court dismisses Croatia and Serbia genocide claims”. BBC News. London, England. 3 februarie 2015.
- „Vesna Bosanac: Iz bolnice su odovodili civile i ranjenike kojima se potom izgubio svaki trag” [Vesna Bosanac: They Took Civilians and Wounded from the Hospital who were Never Seen Again]. Novi list (în Croatian). Rijeka, Croatia. HINA. 9 aprilie 2013.
- Vuković, Vinko (3 octombrie 2012). „Priča o hrvatskom domoljubu Jeanu Michelu Nicolieru, mučki likvidiranom na Ovčari, zaslužuje da ode u svijet” [Story of Croatian Patriot Jean Michel Nicolier, Brutally Killed at Ovčara, Deserves to be Heard Throughout the World]. Slobodna Dalmacija (în Croatian). Split, Croatia.
- „Vukovar: Muzej u bolnici” [Vukovar: Museum in Hospital] (în Croatian). Zagreb, Croatia: Nova TV (Croatia). HINA. 17 noiembrie 2006.
- Wood, Paul (15 ianuarie 2000). „Gangster's life of Serb warlord”. London, England: BBC News.